# Juliette and the Licks
Juliette and the Licks foi uma banda de rock estado-unidense formada em 2003 e liderada pela atriz Juliette Lewis, vocalista da banda. A banda encerrou suas atividades em 2009, conforme anunciado por Juliette no MySpace.

## Integrantes
- Juliette Lewis - vocal
- Todd Morse - guitarra e vocal de apoio
- Jason Womack - baixo e vocal de apoio
- Ed Davis - bateria
- Emilio - guitarra (porém, não era um membro oficial. Deu apoio à banda desde que Kemble Walters saiu)

## Discografia
Álbuns de estúdio
- ...Like a Bolt of Lightning (2004)
- You're Speaking My Language (2005)
- Four on the Floor (2006)

Singles
| Year | Title                         | Chart positions  | Album                       |
| Year | Title                         | UK Singles Chart | Album                       |
| ---- | ----------------------------- | ---------------- | --------------------------- |
| 2005 | "You're Speaking My Language" | #35              | You're Speaking My Language |
| 2005 | "Got Love To Kill"            | #56              | You're Speaking My Language |
| 2006 | "Hot Kiss"                    | #50              | Four On The Floor           |
| 2006 | "Sticky Honey"                | #57              | Four On The Floor           |